# Acacia leucoclada
Acacia leucoclada — вид квіткових рослин з родини бобових. Ареал: Австралія (Новий Південний Уельс, Квінсленд).

## Середовище
Вид часто є частиною склерофілових лісових угруповань, що ростуть у різноманітних середовищах існування та типах ґрунтів.

## Біоморфологічна характеристика
Дерево зазвичай досягає висоти від 2,5 до 20 метрів і має гладку сіру кору, яка стає грубою та тріщинистою. Гілочки від кутастих до округлих у перерізі. Кінчики незрілого листя від сріблястого до білуватого кольору, пофарбовані та густо запушені. Листя від сріблястого до зеленого кольору. Цвіте з липня по жовтень, утворюючи прості суцвіття в пазушних і кінцевих китицях, що тримаються на волосистих стеблах довжиною від 1 до 7 мм. Сферичні головки квітів мають діаметр від 4 до 7 мм і містять від 20 до 26 квіток від жовтих до яскраво-жовтих. Стручки від прямих до злегка вигнутих і іноді закручені, вони більш-менш плоскі й часто злегка стиснуті між насінням, мають довжину від 3 до 12 см і ширину від 4,5 до 12 мм і зазвичай мають тонкий білий порошкоподібний наліт.